# CONCACAF Champions' Cup 1975
La CONCACAF Champions' Cup 1975 è stata la 11ª edizione della massima competizione calcistica per club centronordamericana, la CONCACAF Champions' Cup.

## Nord America

### Primo turno
| Squadra 1 | Totale | Squadra 2            | Andata | Ritorno |
| --------- | ------ | -------------------- | ------ | ------- |
| Monterrey | 3-1    | Serbian White Eagles | 2-0    | 1-1     |

### Secondo turno
| Squadra 1 | Totale | Squadra 2        | Andata | Ritorno |
| --------- | ------ | ---------------- | ------ | ------- |
| Monterrey | 1-2    | Atlético Español | 0-1    | 1-1     |

## Centro America

### First Round
| Squadra 1              | Totale | Squadra 2      | Andata | Ritorno |
| ---------------------- | ------ | -------------- | ------ | ------- |
| Deportivo Saprissa     | 4-3    | Real CD España | 4-1    | 0-2     |
| Negocios Internacional | 1-2    | CSD Municipal  | 0-0    | 1-2     |
| CD Platense            | 4-4    | Aurora FC      | 4-3    | 0-1     |

| 1975-06-08                                                        | Saprissa  | 4 – 1  | Real España | San José |
| \| \| \| \| \| Paniagua Jacques Santana \| Marcatori \| Molina \| |           |        |             |          |
|                                                                   |           |        |             |          |
| Paniagua Jacques Santana                                          | Marcatori | Molina |             |          |

| 1975-06-15                                      | Real España | 2 – 0 | Saprissa | San Pedro Sula |
| \| \| \| \| \| Ramírez Mejía \| Marcatori \| \| |             |       |          |                |
|                                                 |             |       |          |                |
| Ramírez Mejía                                   | Marcatori   |       |          |                |

### Secondo turno
| Squadra 1          | Totale        | Squadra 2    | Andata | Ritorno |
| ------------------ | ------------- | ------------ | ------ | ------- |
| Deportivo Saprissa | 3-2           | CS Herediano | 2-0    | 1-2     |
| CSD Municipal      | 2-2 (4-2 pen) | Aurora FC    | 2-1    | 0-1     |

### Terzo turno
| Squadra 1          | Totale        | Squadra 2     | Andata | Ritorno |
| ------------------ | ------------- | ------------- | ------ | ------- |
| Deportivo Saprissa | 2-2 (6-5 pen) | CSD Municipal | 2-2    | 0-0     |

## Caraibi
Anche Montecarlo (Repubblica Dominicana), Racing Club Haïtien (Haiti) e SV Robinhood (Suriname) vi dovevano partecipare ma vennero o squalificate o si ritirarono.

### Primo turno
| Squadra 1    | Totale | Squadra 2                            | Andata | Ritorno |
| ------------ | ------ | ------------------------------------ | ------ | ------- |
| SV Transvaal | w.o    | Violette AC                          | w.o    |         |
| Santos       | w.o    | Universidad Católica Madre y Maestra | w.o    | {{{7}}} |

- Universidad squalificata

### Secondo turno
| Squadra 1    | Totale | Squadra 2 | Andata | Ritorno |
| ------------ | ------ | --------- | ------ | ------- |
| SV Transvaal | 5-1    | Santos    | 4-1    | 1-0     |

## CONCACAF

### Semifinale
| Squadra 1          | Totale | Squadra 2        | Andata | Ritorno |
| ------------------ | ------ | ---------------- | ------ | ------- |
| Deportivo Saprissa | 2-4    | Atlético Español | 1-2    | 1-2     |

### Finale
| Suriname 1976-05-07                                                                      | SV Transvaal | 0 – 3                                                  | Atlético Español | Paramaribo |
| \| \| \| \| \| \| Marcatori \| Juan Manuel Borbolla Juan Rodríguez Vega Leonel Urbina \| |              |                                                        |                  |            |
|                                                                                          |              |                                                        |                  |            |
|                                                                                          | Marcatori    | Juan Manuel Borbolla Juan Rodríguez Vega Leonel Urbina |                  |            |

| Suriname 1976-05-09                                               | SV Transvaal | 1 – 2                         | Atlético Español | Paramaribo |
| \| \| \| \| \| ? \| Marcatori \| Oswaldo Ramírez Raúl Isiordia \| |              |                               |                  |            |
|                                                                   |              |                               |                  |            |
| ?                                                                 | Marcatori    | Oswaldo Ramírez Raúl Isiordia |                  |            |

## Campione
| CONCACAF Champions' Cup 1975 Atlético Español Primo titolo |

## Fonti
- RSSSF Site, su rsssf.com.